# أب سفيد سقاوة (مارغون)
أب سفید سقاوة (بالفارسية: آب‌سفید سقاوه) هي قرية تقع في إيران في قسم مارغون الريفي.